# Hugo Sillén
Klas Hugo Sillén, född 18 december 1892 i Hedvig Eleonora församling, Stockholm, död 4 december 1971 i Solna församling, Stockholm, var en svensk tidningsman och politiker för Sveriges kommunistiska parti (SKP), ledamot (1943) och vice ordförande (1947–48) i Solna stadsfullmäktige och ledamot av Stockholms läns landsting 1947–50. Han var chefredaktör för partiorganet Ny Dag 1929–34 och tillförordnad redaktör för Norrskensflamman 1934. Han ledde 1929 den Kominterntrogna falangen inom SKP som uteslöt Karl Kilboms falang, den så kallade striden mellan "sillénarna" och "kilbomarna".

## Biografi
Sillén föddes som utomäktenskapligt barn och föräldrarna levde endast en kort tid tillsammans. Tidigt skickades han till en släkting i Enköping och tillbringade sin barndom i olika hushåll. När han nådde skolåldern flyttade han tillbaka till Stockholm och bodde under knappa förhållanden och med mycket lite kontakt med modern tillsammans med faderns nya familj. Efter sex års folkskola, ett års fortsättningsskola och arbete som springpojke fick Sillén anställning som telegramutbärare vid Telegrafverket. Där började han som 15-åring uppbyggandet av en facklig organisation, Stockholms telegrambärarförening, och blev invald i dess styrelse. 1911 anslöt han sig till en socialdemokratisk ungdomsklubb, och två år senare till Socialdemokraterna. Efter militärtjänstgöring blev han 1914 vald till ungdomsklubbens ordförande.
Våren 1917 deltog Sillén i hungerkravallerna i Stockholm, och vid brytningen med moderpartiet följde han med det socialdemokratiska ungdomsförbundet i bildandet av Sveriges socialdemokratiska vänsterparti (SSV). Sillén representerade ungdomsförbundet i det nya partiets arbetstillskott, och 1919 tog han ställning för partiets anslutning till Komintern. Han deltog som representant för ungdomsförbundet på Kominterns andra världskongress 1920, där han bl.a. träffade Vladimir Lenin. Efter kongressen ägnade Sillén mycket av sitt arbete åt den kommunistiska rörelsens verksamhet kring de skandinaviska ungdomsförbunden, Kommunistiska ungdomsinternationalen och Röda sportinternationalen. Efter den andra partisplittringen 1924 inträdde Sillén i den nya partiledningen. Efter att ha engagerat sig åt tidningsarbete ett tag trädde han 1925 in i Kominterns regionala organisation för Skandinavien, det s.k. Skandinaviska ländersekretariatet, i Moskva, med uppgift att rapportera om den politiska utvecklingen i de skandinaviska länderna till Kominterns exekutivkommitté. I maj 1927 lämnade Sillén denna befattning och återvände till Sverige.
Vid Kominterns sjätte världskongress 1928 påbörjades den s.k. "tredje perioden", vilken bl.a. innebar en hårdare konfrontationslinje mot socialdemokratin, nu benämnd "socialfascism". Detta ledde till skärpta motsättningar inom det svenska partiet, vilket ledde till ännu en partisprängning 1929. Majoriteten av partimedlemmarna uteslöts då ur SKP och bildade under Karl Kilboms ledning Socialistiska partiet, samtidigt som Sillén framstod som en av den Kominterntrogna falangens huvudrepresentanter. Han valdes in i den nya centralkommittén och dess politiska byrå som facklig sekreterare, och fick en framskjuten position som förhandlare i Moskva och rekonstruktör av partiapparaten. Redan i början av 1930 kunde det nya partiorganet Ny Dag utkomma med Sillén som chefredaktör, och under våren började SKP åter få begränsat ekonomiskt stöd från Komintern. Trots att han inte var partiets faktiske ledare uppfattades Sillén av samtiden ofta som den Kominterntrogna falangens centralgestalt, och i folkmun benämndes de stridande falangerna ofta "sillénare" och "kilbomare".
Inom partiet ansågs Sillén emellertid inte uppfylla de krav som ställdes på en person inom ledningen, och bl.a. partiordföranden Sven Linderot anmärkte på hans långsamhet och bristande initiativförmåga. I juli 1934 tvingades Sillén lämna posten som chefredaktör för Ny Dag till förmån för Gustav Johansson, och istället placerades han som redaktör för Norrskensflamman i Luleå. Han ansågs dock sakna även de egenskaper som krävdes för att leda denna tidning, och redan samma år återvände han till Stockholm. Hösten 1935 ville partiledningen placera honom som redaktör på det lokala partiorganet Nya Värmland i Karlstad, alternativt skicka honom för att åter arbeta med Norrskensflamman, något som Sillén dock vägrade. Då han också såg det som oacceptabelt att skickas till Moskva för att arbeta som lärare vid Internationella Leninskolan beslutade partiledningen att låta Sillén frånsäga sig sina uppdrag av hälsoskäl.
I början av 1936 kallades Sillén till Kominterns exekutivkommitté i Moskva för att förklara sig. Man nådde där en överenskommelse, som innebar att han återinträdde i partiledningen och det centrala arbetet. Sillén fick anställning i partiavdelningen för agitation och propaganda och deltog i framarbetandet av partiets nya aktionsprogram. I linje med den nya folkfrontspolitiken som fördes av Komintern blev han även ansvarig för förhandlingar med "kilbomarna" och socialdemokraterna. En tid hösten 1936 tjänstgjorde han också som tillförordnad partisekreterare, och när Sven Linderot besökte Moskva under ett par veckor 1937 tog Sillén över som partiordförande i hans ställe. Därefter kom han att arbeta som lärare vid SKP:s partiskola i Björknäs utanför Stockholm, och från hösten 1939 var han redaktör för tidningen Världen Idag, den svenskspråkiga varianten av Kominterns tyskspråkiga tidning Die Welt, som publicerades i Stockholm. Samtidigt lämnade Sillén politbyrån, och 1944 utträdde han även ur centralkommittén. Därefter kom han att få olika uppgifter inom partiskolningen samt som rapportör om kommunalpolitiken i Stockholm och som korrekturansvarig på Ny Dag. Under krigsåren var Sillén kommunalpolitiskt aktiv i Solna, dit han flyttat med familj, och 1947–48 var han vice ordförande i Solna stadsfullmäktige. 1947–50 var han landstingsledamot i Stockholm. 
Sillén upprätthöll sitt partimedlemskap efter pensioneringen 1958, framträdde vid partievenemang och kommenterade gärna den politiska utvecklingen i pressen. Sedan 1920 var Sillén gift med Signe Augusta Sillén, född Jansson (1896–1972). Tillsammans fick de dottern Ann-Mari Storck (1921–2018).
Hugo Sillén är begravd på Solna kyrkogård.